# 今井克典
今井 克典（いまい かつのり）は、日本の法学者。名古屋大学大学院法学研究科実務法曹養成専攻応用先端法学教授。学位は、博士（法学）（名古屋大学・1999年）。専門は商法。

## 略歴
富山大学経済学部講師、名古屋大学大学院法学研究科助教授を経て、2007年名古屋大学大学院法学研究科教授。

## 著書
（出典）
1. 『問題演習基本七法2020』法学教室編集室編（ 担当： 分担執筆 ,  範囲: 商法）有斐閣  2020年12月

## 論文
（出典）
1. 「会社法における債権者異議手続の不履行の効果」名古屋大学法政論集（290）： 1 - 23頁  2021年6月
2. 「子証券会社の委託を受けた銀行の金融商品仲介業務」名古屋大学法政論集（288） 1-19頁   2020年12月
3. 「利息制限法の社債への適用」名古屋大学法政論集（286） 37-48頁   2020年7月

## 外部研究費
- 田邊光政・原秀六・今井克典・川地宏行・山田泰弘・広瀬裕樹「金融リスクの法的側面」全国銀行学術研究振興財団 助成一覧（1996年度）[3]